# Мирний (Коноський район)
Мирний (рос. Мирный) — селище в Коноському районі Архангельської області Російської Федерації.
Населення становить 339 осіб. Входить до складу муніципального утворення селище Мирний.

## Історія
Від 2004 року входить до складу муніципального утворення селище Мирний.

## Населення
| 2002 | 2010 | 2012 |
| ---- | ---- | ---- |
| 454  | ↘371 | ↘339 |